# Hartriegel
Hartriegel (Cornus), auch Hornstrauch genannt, ist eine Pflanzengattung innerhalb der Familie der Hartriegelgewächse (Cornaceae). Die etwa 55 Arten sind meist in den gemäßigten Gebieten der Nordhalbkugel, zum Teil auch in den Subtropen verbreitet.

## Beschreibung und Ökologie
Die Hartriegel-Arten sind vor allem Sträucher und kleine Bäume, seltener mehrjährige krautige Pflanzen. Nur wenige Arten sind immergrün. Die meist gegenständig angeordneten Laubblätter sind überwiegend in Blattstiel und Blattspreite gegliedert. Die einfachen Blattspreiten sind ganzrandig. Die Blattadern sind charakteristisch zur Blattspitze hin gebogen. Nebenblätter sind nicht vorhanden.
An den Enden der Zweige stehen in rispigen, doldigen oder köpfchenförmigen Blütenständen meist viele Blüten zusammen. Bis auf die afrikanische Art Cornus volkensii bilden alle Hartriegel zwittrige Blüten. Es sind, oft auffällige, petaloide Tragblätter (Hochblätter) vorhanden (Pseudanthium, Scheinblüte) oder auch nicht. Die Blüten sind vierzählig. Die vier Kelchblätter sind miteinander und mit dem unterständigen Fruchtknoten verwachsen. Die vier freien Kronblätter sind meist weiß, seltener gelb gefärbt, nur beim Schwedischen Hartriegel (Cornus suecica) dunkel violett. Es sind vier Staubblätter vorhanden, zwischen den Staubblättern und dem unterständigen Fruchtknoten befindet sich ein Nektar absondernder Diskus. Das Gynoeceum besteht aus zwei (selten mehr) Fruchtblättern, der einzige Griffel endet in einer meist ungeteilten Narbe.
Es werden Steinfrüchte gebildet, entsprechend den zwei Fruchtblättern gibt es zwei Samenanlagen, von denen aber oft nur eine zum Embryo ausgebildet ist. Bei einigen Arten sind die Früchte eines Blütenstandes zu einem Fruchtverband verwachsen. Die Samenausbreitung erfolgt durch Vögel, die Entwicklung von größeren Fruchtverbänden könnte mit einer Verbreitung durch Affen zusammenhängen.

## Verbreitung
Die Gattung Cornus ist auf der gesamten Nordhalbkugel verbreitet. Die meisten Cornus-Arten finden sich in Ostasien, auch im östlichen Nordamerika gibt es eine große Vielfalt. Wenige Arten kommen in Zentralamerika vor, eine Art noch in Südamerika und eine weitere im tropischen Ostafrika.
In Mitteleuropa sind die beiden Arten Kornelkirsche und Roter Hartriegel verbreitet, in Norddeutschland findet sich selten auch der Schwedische Hartriegel. Zahlreiche Arten aus Asien und Nordamerika werden als Ziergehölze verwendet. Der Weiße Hartriegel ist beispielsweise in Mitteleuropa stellenweise eingebürgert.
Nahe verwandte Arten oder Artgruppen innerhalb der Gattung Cornus finden sich teilweise auf verschiedenen Kontinenten, sind also disjunkt verbreitet.

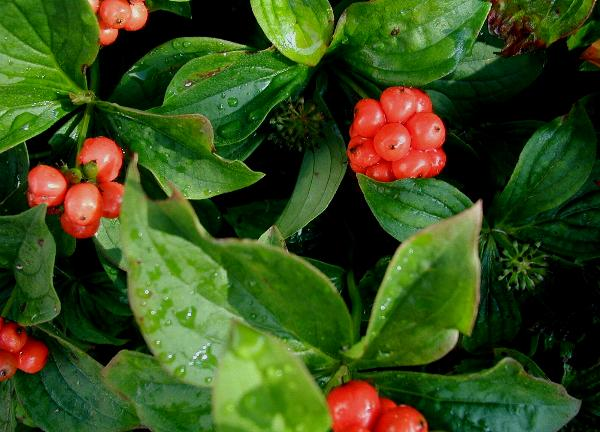
Subgenus Arctocrania: Früchte des Kanadischen Hartriegels (Cornus canadensis)

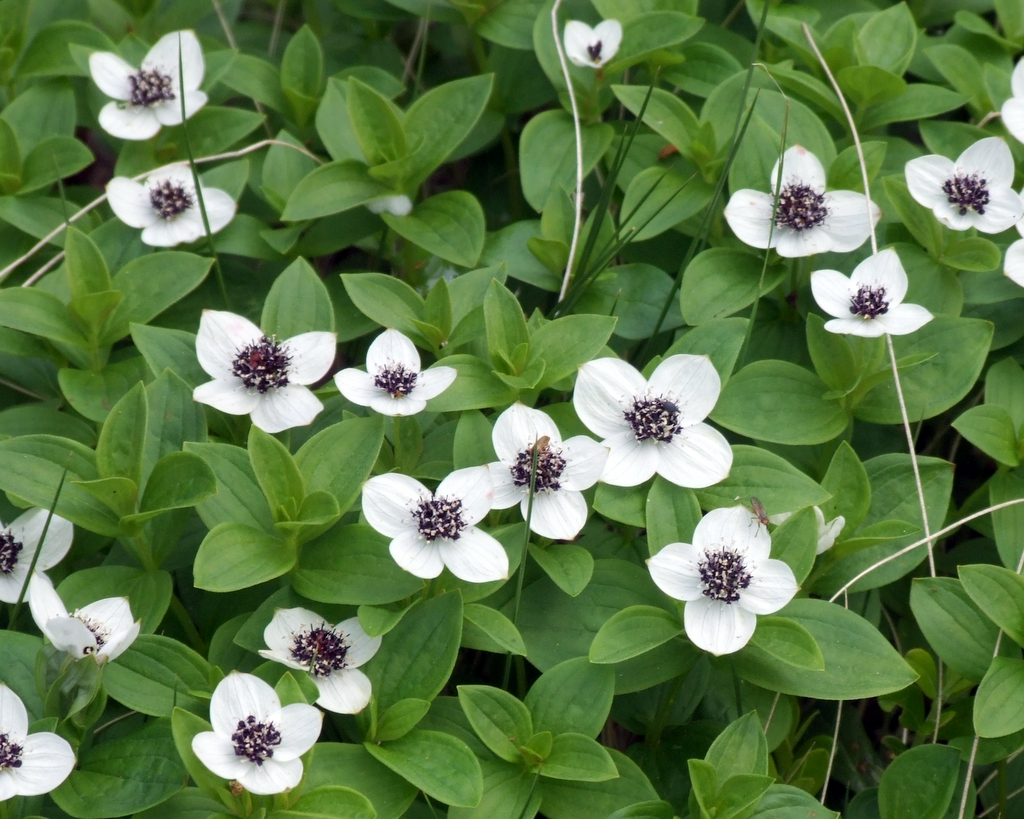
Subgenus Arctocrania: Schwedischer Hartriegel (Cornus suecica)

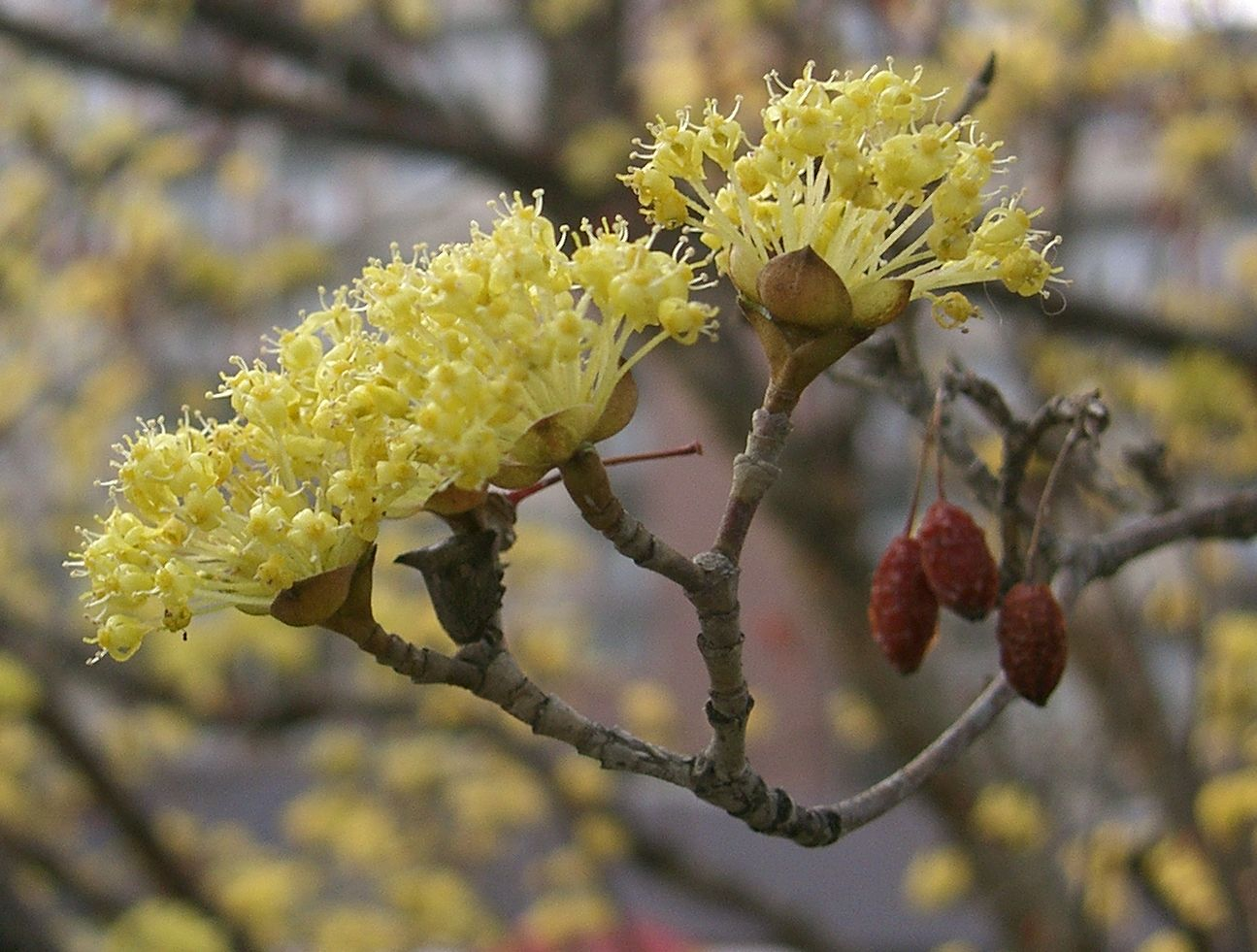
Subgenus Cornus: Blütenstände und letztjährige Früchte der Asiatischen Kornelkirsche (Cornus officinalis)

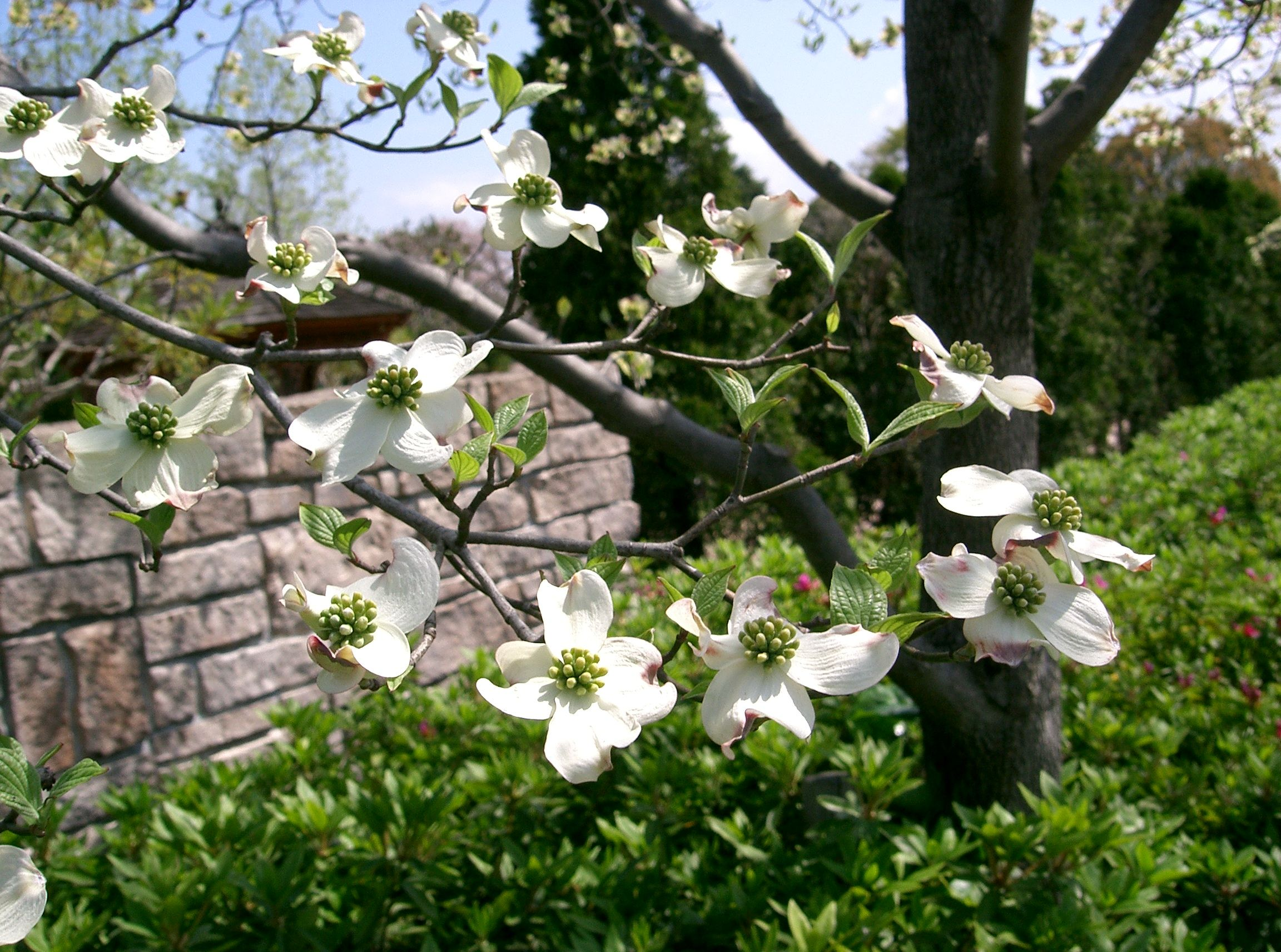
Subgenus Cynoxylon: Blüten-Hartriegel (Cornus florida)

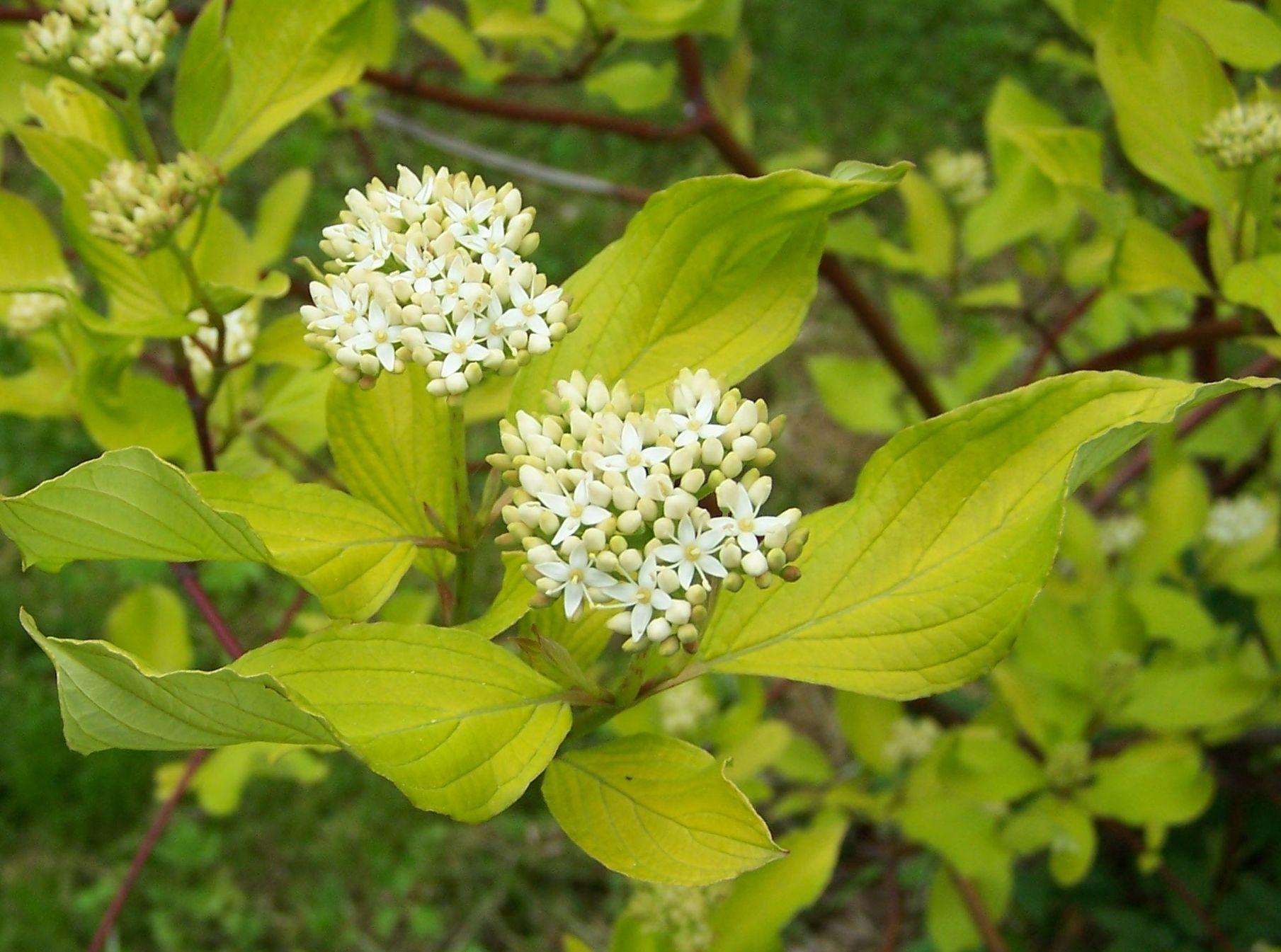
Subgenus Kraniopsis: Tatarischer Hartriegel (Cornus alba)

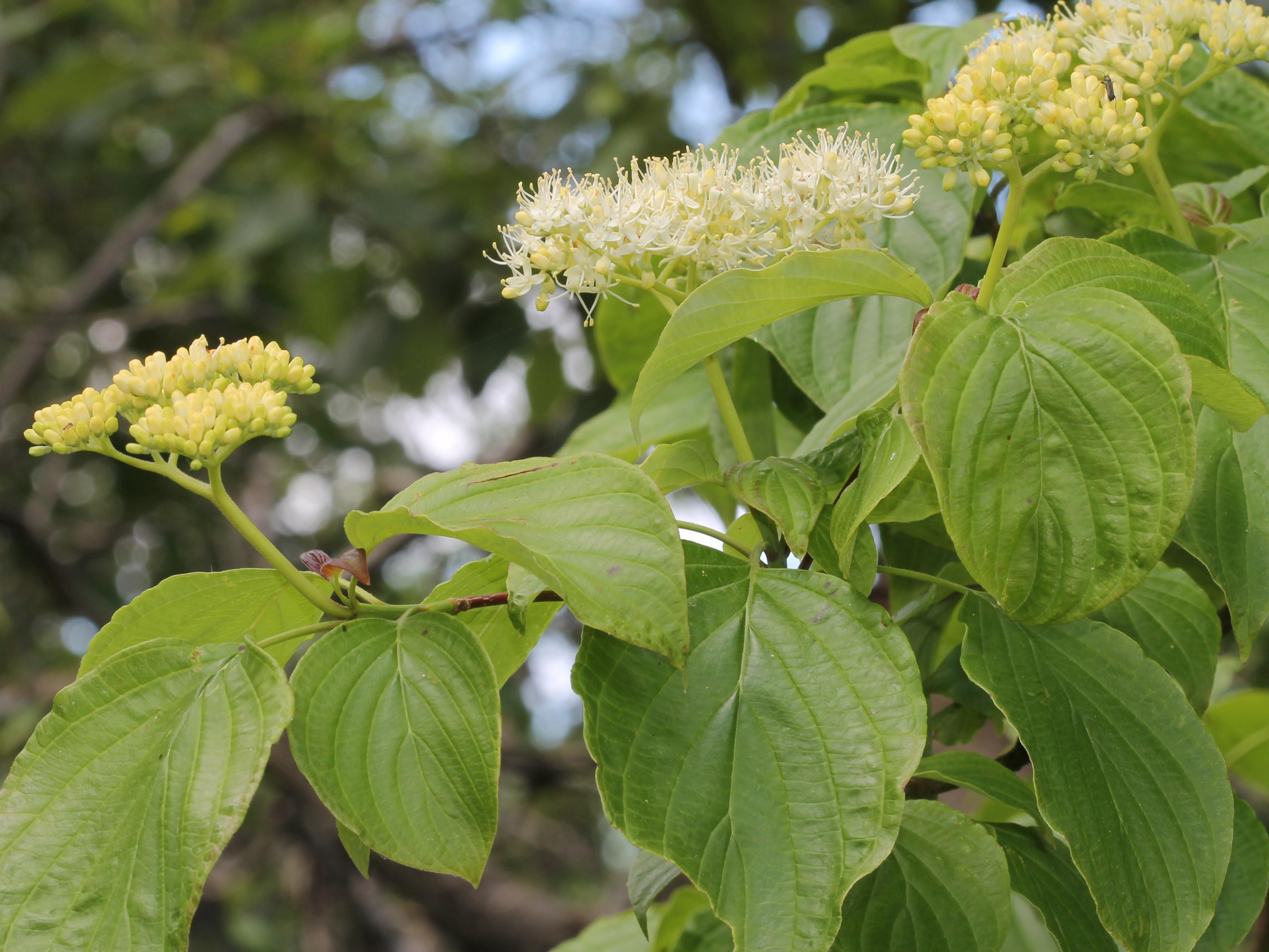
Subgenus Mesomora: Zweig mit Laubblättern und Blütenständen des Wechselblättrigen Hartriegels (Cornus alternifolia)

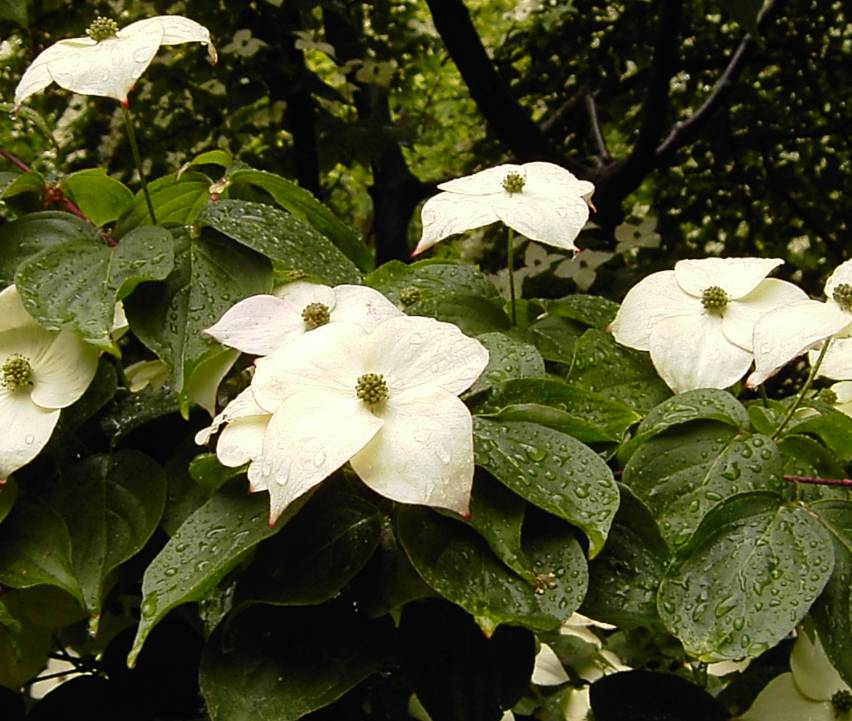
Subgenus Syncarpea: Blütenstand des Asiatischen Blüten-Hartriegels (Cornus kousa)

## Systematik
Die Gattung Cornus wurde durch Carl von Linné aufgestellt. Synonyme für Cornus L. sind: Afrocrania (Harms) Hutch., Arctocrania Nakai, Benthamia Lindl. nom. illeg., Benthamidia Spach, Bothrocaryum (Koehne) Pojark., Chamaepericlymenum Hill, Chamaepericlimenum Hill orth. var., Cornella Rydb., Cynoxylon Raf., Dendrobenthamia Hutch., Discocrania (Harms) M.Král, Eukrania Raf., Macrocarpium Nakai, Ossea Lonitzer ex Nieuwl. & Lunell nom. superfl., Swida Opiz, Telukrama Raf., Thelycrania (Dumort.) Fourr., Yinquania Z.Y.Zhu.
Von verschiedenen Autoren wurde Cornus schon in mehrere Gattungen aufgeteilt: Recht früh scheint sich die Gattung in einen Zweig mit roten und einen mit weißen oder dunkelblauen Früchten aufgeteilt zu haben. Die Arten lassen sich in folgende Gruppen einteilen:

### Arten (Auswahl)
- Stauden-Hartriegel (Subgenus Arctocrania (Endl.) Rchb.): Sie besitzt auffällige Hochblätter und rote Früchte. Sie enthält etwa drei Arten:[3]

- Kanadischer Hartriegel (Cornus canadensis L.): Das Verbreitungsgebiet reicht von Japan bis Russlands Fernen Osten und vom subarktischen Nordamerika bis zu den USA
- Schwedischer Hartriegel (Cornus suecica L.): Das Verbreitungsgebiet reicht von der Subarktis bis zu den gemäßigten Gebieten der Nordhalbkugel
- Cornus ×unalaschkensis Ledeb.: Tetraploide Hybride aus Cornus canadensis × Cornus suecica

- Kornelkirschen (Subgenus Cornus, Subgenus Sinocornus Q.Y.Xiang und Subgenus Afrocrania (Harms) Wangerin): Blütenstände ohne auffällige Hochblätter, gelbe Blütenblätter und rote Früchte; vier[3] bis sechs Arten:

- Chinesische Kornelkirsche (Cornus chinensis Wangerin): In China verbreitet
- Cornus eydeana Q.Y.Xiang & Y.M.Shui: Im südlichen China verbreitet
- Kornelkirsche (Cornus mas L.): Von Europa bis Westasien verbreitet
- Asiatische Kornelkirsche (Cornus officinalis Siebold & Zucc.): In China, Japan sowie Korea verbreitet
- Cornus sessilis Torr.: Nur in Kalifornien vorkommend
- Cornus volkensii Harms: Einzige zweihäusige Art, im tropischen Ostafrika verbreitet

- Amerikanische Blütenhartriegel (Subgenus Cynoxylon (Raf.) Raf. und Subgenus Discocrania (Harms) Wangerin); Blütenköpfchen mit auffälligen Hochblättern und rote Früchte:

- Blüten-Hartriegel (Cornus florida L.): Hauptsächlich im östlichen Nordamerika verbreitet, mit einer Varietät bis Mexiko
- Nuttalls Blüten-Hartriegel (Cornus nuttallii Audubon ex Torr. & A. Gray): Im westlichen Nordamerika verbreitet
- Cornus disciflora Moc. & Sessé ex DC.: Von Mexiko bis Zentralamerika.

- Hartriegel (Subgenus Kraniopsis Raf.): Offene Blütendolden und weiße oder dunkelblaue, runde Früchte, enthält etwa 30 Arten:[3]

- Tatarischer Hartriegel (Cornus alba L.): Von Nordosteuropa bis Korea weitverbreitet
- Seidenhaariger Hartriegel (Cornus amomum Mill.): Mit zwei Unterarten in den USA verbreitet
- Cornus austrosinensis W.P.Fang & W.K.Hu: In Guangdong, Guangxi, Guizhou und Hunan (China)
- Cornus bretschneideri L.Henry: In Hansu, Hebei, Heilongjiang, Henan, Hubei, Jilin, Liaoning, Nei Mongol, Ningxia, Qinghai, Shaanxi, Shanxi und Sichuan (China)
- Cornus coreana Wangerin: In Korea und Liaoning
- Cornus drummondii C.A.Mey.: Vom südöstlichen Michigan bis Texas verbreitet
- Cornus hemsleyi C.K.Schneid. & Wangerin: Sie kommt in  Gansu, Guizhou, Hebei, Henan, Hubei, Qinghai, Shaanxi, Shanxi, Sichuan, Xizang und Yunnan in Höhenlagen zwischen 1000 und 4000 Metern vor.
- Cornus koehneana Wangerin: Sie kommt in Gansu, Shaanxi, Shanxi und Sichuan in Höhenlagen zwischen 1700 und 2200 Metern vor.
- Cornus macrophylla Wall.: Sie kommt in Afghanistan, Bhutan, Indien, Kaschmir, Myanmar, Nepal, Pakistan und in China vor.
- Cornus oligophlebia Merr.: Sie kommt in Bhutan, India, Myanmar, Thailand, Vietnam und im südöstlichen Yunnan vor.
- Cornus papillosa W.P.Fang & W.K.Hu: Sie kommt in Sichuan und in Yunnan vor.
- Cornus parviflora S.S.Chien: Sie kommt in Guangxi und in Guizhou vor.
- Cornus quinquenervis Franch.: Sie kommt in  Fujian, Gansu, Guangdong, Guangxi, Guizhou, Hubei, Hunan, Jiangsu, Shaanxi, Sichuan und Yunnan vor.
- Cornus racemosa Lam.: Sie ist in den östlichen USA bis Texas verbreitet.
- Roter Hartriegel (Cornus sanguinea L.): Die etwa vier Unterarten sind von Europa bis zum Libanon verbreitet.
- Cornus schindleri Wangerin: Sie kommt in Gansu, Guizhou, Henan, Hubei, Shaanxi, Sichuan, Xizang und Yunnan in Höhenlagen zwischen 1100 und 3200 Metern vor.
- Seidiger Hartriegel (Cornus sericea L.): Er ist von Alaska bis zu den USA weitverbreitet.
- Cornus ulotricha C.K.Schneid. & Wangerin: Sie kommt in Gansu, Guizhou, Henan, Hubei, Shaanxi, Sichuan, Xizang und Yunnan in Höhenlagen zwischen 800 und 2700 Metern vor.
- Cornus walteri Wangerin: Sie kommt in China in Höhenlagen zwischen 300 und 3000 Metern vor.
- Cornus wilsoniana Wangerin: Sie kommt in Fujian, Gansu, Guangdong, Guangxi, Guizhou, Henan, Hubei, Hunan, Jiangxi, Shaanxi, Sichuan und Zhejiang vor.

- Pagoden-Hartriegel (Subgenus Mesomora Raf.): Sie besitzt offene Blütendolden und dunkelblaue, runde Früchte. Sie enthält nur zwei Arten:[3]

- Wechselblättriger Hartriegel (Cornus alternifolia L. f.): Er ist vom zentralen und östlichen Kanada bis zu den nördlich-zentralen und östlichen Vereinigten Staaten verbreitet.
- Pagoden-Hartriegel (Cornus controversa Hemsl.): Er ist vom zentralen Himalaja bis zu den südlichen Kurilen verbreitet.

- Asiatische Blütenhartriegel (Subgenus Syncarpea (Nakai) Q.Y.Xiang): Sie besitzt auffällige Hochblätter und alle Früchte eines Blütenköpfchens sind verwachsen. Sie enthält etwa fünf Arten:[3]

- Benthams Hartriegel (Cornus capitata Wall.): Er ist vom östlichen Himalaya bis nach China verbreitet.
- Cornus elliptica (Pojark.) Q.Y.Xiang & Boufford: Sie ist im südlichen China verbreitet.
- Hongkong-Hartriegel (Cornus hongkongensis Hemsl.): Diese variable Art mit etwa sechs Unterarten ist vom südlichen China und Laos bis Vietnam verbreitet.
- Asiatischer Blüten-Hartriegel (Cornus kousa F.Buerger ex Hance): Die zwei Unterarten sind in China, Japan sowie Korea verbreitet.
- Cornus multinervosa (Pojark.) Q.Y.Xiang: Sie kommt in Yunnan sowie Sichuan vor.

- Subgenus Yinquania (Z.Y.Zhu) Q.Y.Xiang & Boufford: Sie besitzt ovale, dunkelblaue Früchte. Sie enthält ein[3] oder zwei Arten:

- Cornus oblonga Wall.: Dieser immergrüne kleine Baum ist von Pakistan bis ins südlich-zentrale China verbreitet.
- Cornus peruviana J.F.Macbr.: Sie ist von Costa Rica bis ins nordwestliche Venezuela und Bolivien verbreitet.